# Union Township (comté de Lincoln, Missouri)
Pour les articles homonymes, voir Union Township.
Union Township est un ancien township, situé dans le comté de Lincoln, dans le Missouri, aux États-Unis,.
Le township est fondé en 1819.

### Source de la traduction
- (en) Cet article est partiellement ou en totalité issu de l’article de Wikipédia en anglais intitulé « Union Township, Lincoln County, Missouri » (voir la liste des auteurs).